# La Resposta
La Resposta és un festival politicomusical en solidaritat amb l'exdiputada de la CUP Anna Gabriel. Sallent Respon ha organitzat aquest acte, en el context de la campanya «Free Anna Gabriel», i amb la finalitat de denunciar la persecució i la repressió que pateixen totes aquelles persones que han estat jutjades injustament per l’Estat espanyol.
L’1 d’octubre de 2017 es va celebrar el referèndum d’autodeterminació de Catalunya, amb el govern de l’Estat espanyol en contra. Arran d’aquest conflicte, el Tribunal Suprem va investigar polítics i activistes que estaven a favor del referèndum, entre els quals Anna Gabriel, pels delictes de rebel·lió, sedició i malversació de fons. Per a aquests tipus de delictes, les penes poden arribar a 30 anys de presó i, per evitar-ho, Gabriel es va exiliar a Ginebra (Suïssa).
El cap de setmana del 4 i 5 de maig de 2018, Sallent, el seu poble natal, va organitzar un festival solidari amb la finalitat de recollir diners i ajudar Anna Gabriel. Durant el festival es van fer concerts i també es van dur a terme activitats no musicals com actes polítics, assemblees obertes o dinars populars. El cartell del festival comptava amb quinze bandes d’arreu dels Països Catalans, com ara Gossos, Strombers, Zoo i Auxili.
D’una banda, la majoria dels beneficis obtinguts de la venda d’entrades van anar destinats a fer una caixa de resistència en solidaritat amb Anna Gabriel i, d’altra banda, els diners restants es van invertir en la campanya «Totes som antifeixistes».
Per donar el tret de sortida al festival, es va celebrar un acte amb Mireia Vehí, diputada de la CUP, i Oliver Peter, advocat d’Anna Gabriel, en el qual es va parlar principalment de la causa general de l’Estat espanyol contra el dret d’autodeterminació. Tot seguit, es van obrir les portes de l'espai de concerts i a les vuit del vespre va començar la primera actuació. Hi van participar els artistes següents: Yacine, Gossos, Smoking Souls, Tribade, Auxili, Zoo i Pirat’s Sound Sistema.
L'endemà, dissabte 5 de maig, els bastoners de Sallent i la Colla Bastonera del Montserratí (Esparreguera) van fer una actuació al migdia i van donar pas a la presentació del llibre I parlarem de vida! Discursos i conferències d’Anna Gabriel, en la qual van participar David Fernàndez, Isabel Vallet i Natxo Calatayud. A la una del migdia es va fer un vermut solidari amb La Mirada Violeta, un espectacle poeticomusical de Meritxell Gené i Aina Torres, i després va tenir lloc un dinar popular.
A la tarda es va celebrar una assemblea de la campanya «Free Anna Gabriel» i un acte polític, amb la participació de Celeste Alías, David Sisó, Txell Bonet, Ester Baiges Miró, Isabel Vallet, Josep Manel Busqueta i la banda sallentina Kòdul, amb una actuació en directe. Finalment, com el dia anterior, es van obrir les portes del recinte dels concerts i a les vuit del vespre va començar el primer grup, en aquest cas Pupil·les, seguit de Joan Garriga, Juantxo Skalari, Strombers, Xavi Sarrià, Ebri Knight i El Diluvi.